# São Mamede de Recezinhos
São Mamede de Recezinhos is een plaats (freguesia) in de Portugese gemeente Penafiel en telt 1528 inwoners (2001).